# Passage de la Reine-de-Hongrie
Le passage de la Reine-de-Hongrie est une voie du 1er arrondissement de Paris, en France.

## Situation et accès

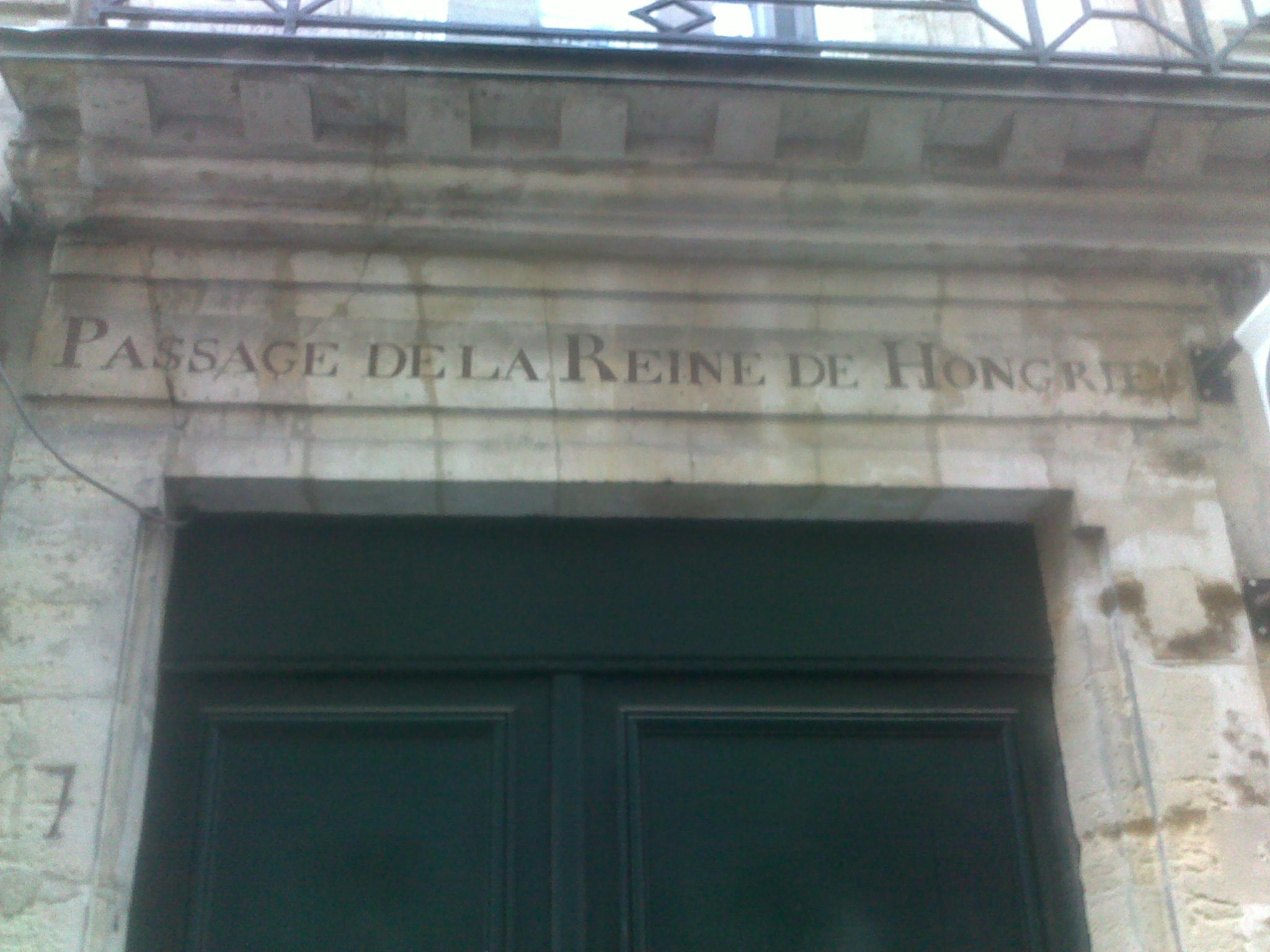
Fronton du passage de la Reine-de-Hongrie, dans le 1er arrondissement de Paris.

Le passage de la Reine-de-Hongrie est situé dans le 1er arrondissement de Paris. Il débute au 17, rue Montorgueil et se termine au 16, rue Montmartre.

## Origine du nom
Il porte ce nom en raison d'une marchande des Halles voisines, Julie Bécheur, dite "Rose de Mai" qui habitait ce passage en 1789 ; elle ressemblait à ce point à l'archiduchesse Marie-Thérèse d'Autriche, reine de Hongrie (et de Bohême) que Marie-Antoinette, sa propre fille, l'apercevant un jour lors d'une députation à la cour de Versailles, en fut elle-même frappée ; on surnomma la marchande « Reine de Hongrie » et le nom resta au passage qu'elle avait habité. La marchande, Julie Bêcheur fut guillotinée à la Révolution.

## Historique
Le passage est créé vers 1770 et est indiqué, sans dénomination, sur le plan de Jaillot de 1773. Ce passage qui était uniquement accessible aux piétons et fermé la nuit à ses deux extrémités par des grilles, prit le nom de « passage de la Reine-de-Hongrie » avant de prendre en 1792 le nom de « passage de l'Égalité », puis de reprendre son nom initial en 1806.
En 1946 une jeune fille de vingt ans installa son commerce de ferblanterie au 5 du passage. Son beau-père lui disant "Si tu sais travailler tu deviendras riche car ce passage c'est de l'or". Soixante dix ans plus tard elle est riche et son commerce est maintenant à Rungis entre l'avenue des Charentes et la rue du Jour.

## Pour approfondir